# Crête mammaire
La crête mammaire est un primordium composé de deux lignes s'étendant sur la face ventrale des mammifères, de la région axillaire à la région inguinale, et correspondant à des replis de l'ectoderme sur lesquels se développent lors de l’embryogenèse plusieurs paires de bourgeons mammaires symétriques. 
Ces bandelettes mammaires sont également appelées lignes mammaires, lignes du lait, lignes lactéales ou lignes lactées.
Ces papilles disposées à intervalle régulier apparaissent vers la quatrième semaine de gestation et disparaissent avant la naissance. Elles peuvent alors être confondues avec des « grains de beauté », montrant que leur persistance constitue un trait atavique. 

## Nombre et disposition des bourgeons mammaires sur les crêtes
Sur le trajet de ces crêtes, le nombre et la situation des bourgeons sont fonction de chaque espèce. À partir de la septième semaine de gestation, certaines paires involuent, toujours dans le même ordre : la première et la huitième paire, puis la quatrième et la cinquième, etc. Seulement les paires six et sept sont conservées chez les bovins ; uniquement la paire sept chez les caprins, ovins et équins ; cinq à sept paires se développent chez les hommes, seule la quatrième persistant et croissant au niveau thoracique pour donner les seins. Elles restent en région thoracique chez les primates (position en lien avec l'allaitement), en position inguinale chez les ongulés, en position thoraco-abdominale chez les rongeurs et les porcs.

## Malformations
Des bourgeons surnuméraires peuvent persister et être à l'origine de malformations non pathologiques : la polymastie (développement de mamelles surnuméraires) et la polythélie (mamelons surnuméraires).